# Třesov
Třesov (dříve též Střesov, německy Trzesow, Tresow) je obec v okrese Třebíč v Kraji Vysočina. Leží dvacet kilometrů východně od Třebíče. Žije zde 100 obyvatel.
Sousedními obcemi sídla jsou Stropešín, Hartvíkovice, Okarec, Kozlany, Studenec a Třebenice.

## Název
Nabízí se několik možností výkladu jména vesnice. Jeho základem mohlo být osobní jméno Třěs (totožné s obecným třěs - "třesení") nebo jméno Třěš (domácká podoba některého jména začínajícího na Třěbo-, např. Třěbohost) a pak by místní jméno znamenalo "Třěsův/Třěšův majetek". Nebo za jméno vsi mohla být vzata jmenná podoba přídavného jména třěsový a jméno vesnice by pak označovalo místo, kde se třese půda. Poslední možnost je nejpravděpodobnější, ale kvůli nedostatku starých písemných dokladů nelze rozhodnout s jistotou.

## Historie
První písemná zmínka o obci pochází z roku 1464. Již dříve však spadal do majetku kláštera v Třebíči, ale zmíněn v jeho zakládací jistině není. V roce 1464 byl zmíněn v listině manů kláštera Mikuláš z Třesova. V roce 1545 byl ve vsi uveden dvůr, který v tu dobu již byl pustý. V roce 1555 byl, spolu s Koněšínem, přikoupen Oldřichem z Lomnice do náměšťského panství. Tam spadaly až do roku 1848, v roce 1752 pak náměšťské panství i s Kozlany zakoupili Haugvicové z Biskupic.
V roce 1899 byl v obci založen čtenářsko-pěvecký spolek, v roce 1900 Národní jednota a v roce 1924 Domovina.
V roce 1857 byla ve vsi postavena kaple svatého Jana Nepomuckého a v roce 1938 byla na návsi odhalena socha Svobody.

## Obyvatelstvo
| Rok            | 1869 | 1880 | 1890 | 1900 | 1910 | 1921 | 1930 | 1950 | 1961 | 1970 | 1980 | 1991 | 2001 | 2011 | 2021 |
| -------------- | ---- | ---- | ---- | ---- | ---- | ---- | ---- | ---- | ---- | ---- | ---- | ---- | ---- | ---- | ---- |
| Počet obyvatel | 169  | 153  | 179  | 185  | 157  | 166  | 193  | 160  | 179  | 151  | 119  | 109  | 98   | 94   | 101  |
| Počet domů     | 23   | 26   | 30   | 29   | 28   | 29   | 33   | 39   | 37   | 36   | 33   | 38   | 37   | 41   | 43   |

## Obecní správa
Do roku 1849 patřil Třesov do náměšťského panství, od roku 1850 patřil do okresu Moravský Krumlov, pak od roku 1868 do okresu Třebíč, mezi lety 1949–1960 do okresu Velká Bíteš a od roku 1960 do okresu Třebíč. Mezi lety 1850 a 1898 patřil Třesov pod Hartvíkovice a mezi lety 1960 a 1990 byla obec začleněna opět pod Hartvíkovice, následně se obec osamostatnila.

## Politika

### Místní zastupitelstvo
V letech 2006–2010 působil jako starosta Jaromír Kazatel, od roku 2010 tuto funkci zastává Karel Krčál.

### Volby do Poslanecké sněmovny
|       | 2006              | 2010              | 2013              | 2017              | 2021                  |
| ----- | ----------------- | ----------------- | ----------------- | ----------------- | --------------------- |
| 1.    | ODS (28,07 %)     | TOP 09 (21,56 %)  | ČSSD (25,0 %)     | ANO (50,98 %)     | ANO (40,74 %)         |
| 2.    | KSČM (26,31 %)    | ČSSD (19,6 %)     | KSČM (25,0 %)     | KDU-ČSL (17,64 %) | Piráti+STAN (16,66 %) |
| 3.    | ČSSD (24,56 %)    | VV (17,64 %)      | ANO 2011 (17,3 %) | ČSSD (7,84 %)     | SPOLU (14,81 %)       |
| účast | 70,37 % (57 z 81) | 69,86 % (51 z 73) | 71,23 % (52 z 73) | 71,83 % (51 z 71) | 69,62 % (55 z 79)     |

### Volby do krajského zastupitelstva
|      | 1.                 | 2.                    | 3.                       | účast             |
| ---- | ------------------ | --------------------- | ------------------------ | ----------------- |
| 2000 | SV (24,24 %)       | 4KOALICE (21,21 %)    | SNK (15,15 %)            | 42,04 % (37 z 88) |
| 2004 | ODS (31,03 %)      | KDU-ČSL (20,68 %)     | KSČM (17,24 %)           | 37,17 % (29 z 78) |
| 2008 | SNK ED (26,66 %)   | ČSSD (26,66 %)        | KSČM (17,77 %)           | 60 % (45 z 75)    |
| 2012 | KSČM (23,07 %)     | ČSSD (20,51 %)        | Pro Vysočinu (20,51 %)   | 54,05 % (40 z 74) |
| 2016 | ANO 2011 (38,46 %) | STAN+SNK ED (17,94 %) | KDU-ČSL (12,82 %)        | 56,52 % (39 z 69) |
| 2020 | ANO (27,58 %)      | KDU-ČSL (20,68 %)     | Piráti (13,79 %)         | 40,26 % (31 z 77) |
| 2024 | ANO (39,28 %)      | KDU-ČSL (28,57 %)     | ČSNS+KSČM+ČSSD (10,71 %) | 37,97 % (30 z 79) |

### Prezidentské volby
V prvním kole prezidentských voleb v roce 2013 první místo obsadil Jan Fischer (17 hlasů), druhé místo obsadil Miloš Zeman (14 hlasů) a třetí místo obsadil Jiří Dienstbier (8 hlasů). Volební účast byla 71,23 %, tj. 52 ze 73 oprávněných voličů. V druhém kole prezidentských voleb v roce 2013 první místo obsadil Miloš Zeman (44 hlasů) a druhé místo obsadil Karel Schwarzenberg (10 hlasů). Volební účast byla 73,97 %, tj. 54 ze 73 oprávněných voličů.
V prvním kole prezidentských voleb v roce 2018 první místo obsadil Miloš Zeman (29 hlasů), druhé místo obsadil Jiří Drahoš (14 hlasů) a třetí místo obsadil Pavel Fischer (6 hlasů). Volební účast byla 76,06 %, tj. 54 ze 71 oprávněných voličů. V druhém kole prezidentských voleb v roce 2018 první místo obsadil Miloš Zeman (34 hlasů) a druhé místo obsadil Jiří Drahoš (24 hlasů). Volební účast byla 80,56 %, tj. 58 ze 72 oprávněných voličů.
V prvním kole prezidentských voleb v roce 2023 první místo obsadil Andrej Babiš (24 hlasů), druhé místo obsadil Petr Pavel (14 hlasů) a třetí místo obsadila Danuše Nerudová (5 hlasů). Volební účast byla 66,23 %, tj. 51 ze 77 oprávněných voličů. V druhém kole prezidentských voleb v roce 2023 první místo obsadil Petr Pavel (31 hlasů) a druhé místo obsadil Andrej Babiš (25 hlasů). Volební účast byla 74,67 %, tj. 56 ze 75 oprávněných voličů.

## Pamětihodnosti a kultura
V obci se nachází kaplička svatého Jana Nepomuckého z roku 1857, socha svobody k dvacátému výročí založení republiky (budována 1938) a hasičská zbrojnice. Pomník a socha svobody byly rekonstruovány v roce 2020, byla zasazena nová pamětní deska se jmény.
Koncem 20. století byla provedena rekonstrukce objektu obecního úřadu a hasičské zbrojnice. Tento objekt nyní slouží jako místo aktivního odpočinku, kde místní hasiči pořádají každý rok mnoho kulturních akcí (pouťovou zábavu, třesovskou lávku, rybářské závody, aj.).

## Galerie

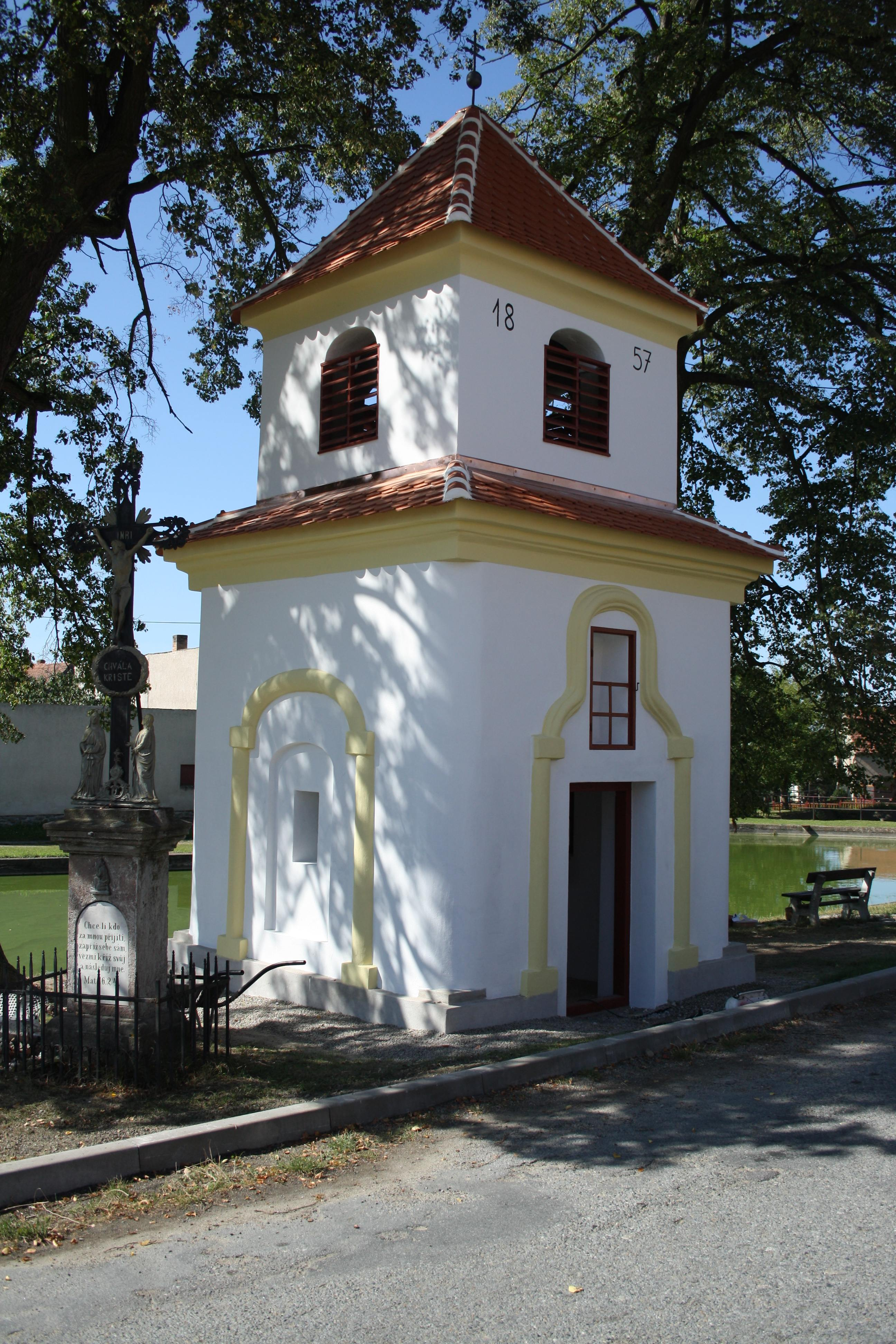
Kaple svatého Jana Nepomuckého
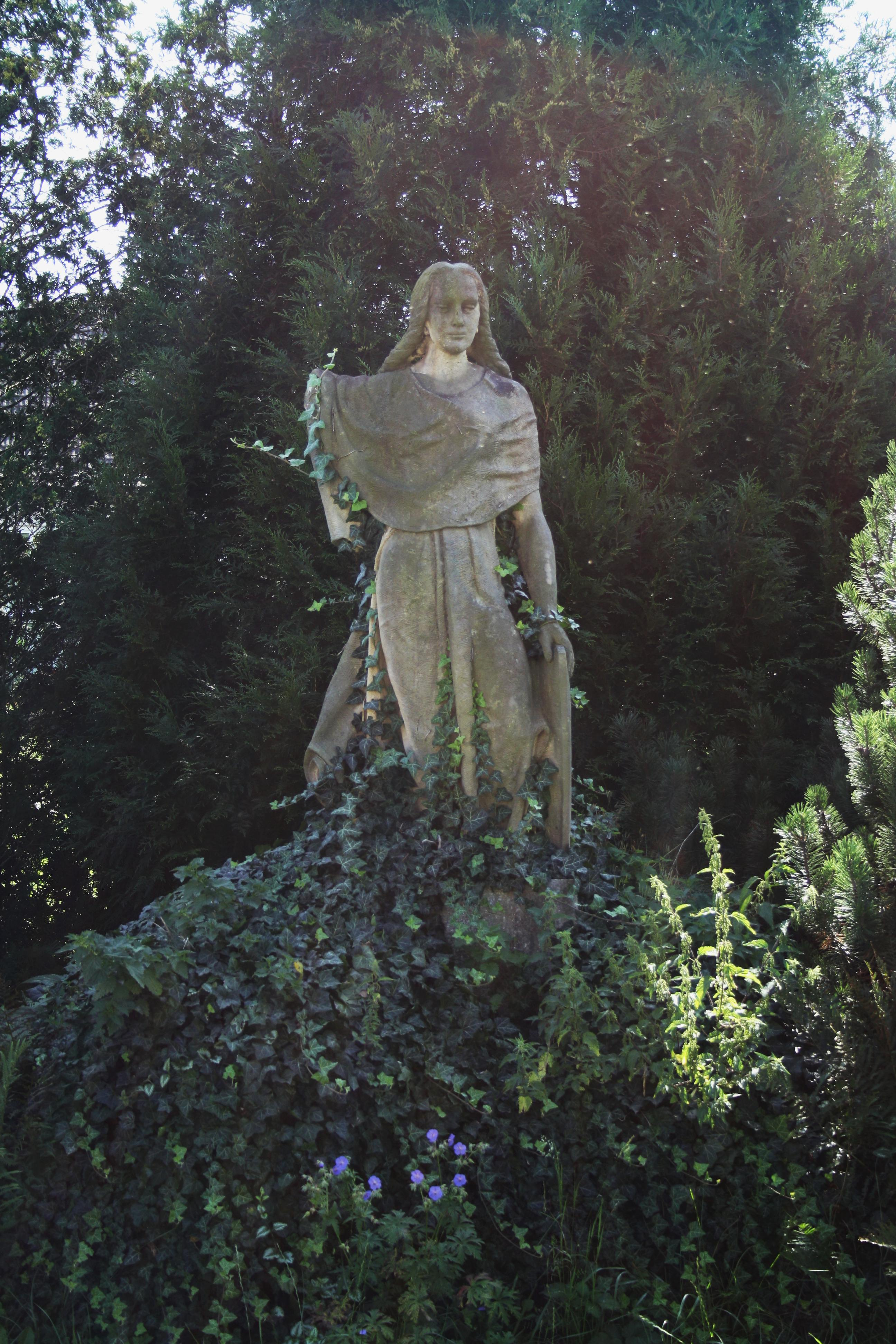
Socha svobody